# Doking (molekulski)
U polju molekulskog modelovanja, doking je metod kojim se predviđa preferirana orijentacija jednog molekula u drugom kad su vezani jedan za drugi da formiraju stabilni kompleks. Poznavanje preferentne orijentacije može da bude korisno u predviđanju jačine asocijacije ili afiniteta vezivanja između dva molekula koristeći na primer funkcije vrednovanja.
Asocijacije između biološki relevantnih molekula kao što su proteini, nukleinske kiseline, ugljeni hidrati, i lipidi imaju centralnu ulogu u prenosu signala. Relativna orijentacija dva interagujuća molekula može da utiče na tip proizvedenog signala (e.g., agonizam vs antagonizam). Doking je koristan u predviđanju jačine i tipa proizvedenog signala.
Doking se često koristi za predviđanje orijentacije vezivanja malih molekula (kandidata lekova) u njihovim proteinskim metama da bi predvideo afinitet i aktivnost malog molekula. Doking ima važnu ulogu u racionalnom dizajnu lekova.

## Definicija problema
Na molekulski doking se može gledati kao na problem „ključa i brave“, gde je cilj procesa nalaženje korektne relativne orijenacije ključa koji će „otvoriti“ bravu. Protein se može smatrati „bravom“, a ligand „ključem“. Molekulski doking se može definisati kao problem optimizacije, kojom se dobija najbolja orijentacija liganda vezanog za dati protein. Pošto su ligand i protein fleksibilni, analogija „ruke u rukavici“ je verovatno podesnija od ključa i brave. Tokom procesa ligand i protein podešavaju svoje konformacije da bi postigli sveukupno najbolje uklapanje. Takav tip konformacionog podešavanja kojim se ostvaruje vezivanje se naziva indukovano pristajanje.
Fokus molekulskog dokinga je da računarski simulira proces molekulskog prepoznavanja. Cilj je postizanje optimizovane konformacije proteina i liganda relativno na orijentaciju između proteina i liganda, tako da se slobodna energija sveukupnog sistema minimizuje.

## Pristupi
Dva pristupa se posebno popularna u programima za molekulski doking. Jedan pristup koristi tehniku uklapanja koja opisuje protein i ligand kao komplementarne površine. Drugi pristup simulara proces dokinga u kome se energije liganda-protein interakcije izračunavaju. Oba pristupa imaju znatne prednosti i ograničenja.

## Spoljašnje veze
- Bikadi Z, Kovacs S, Demko L, Hazai E. „Molecular Docking Server - Ligand Protein Docking & Molecular Modeling”. Virtua Drug Ltd. Приступљено 15. 7. 2008. „Internet service that calculates the site, geometry and energy of small molecules interacting with proteins”
- Malinauskas T. „Step by step installation of MGLTools 1.5.2 (AutoDockTools, Python Molecular Viewer and Visual Programming Environment) on Ubuntu Linux 8.04”. Архивирано из оригинала 26. 02. 2009. г. Приступљено 15. 7. 2008.
- Malinauskas T. „High-throughput molecular docking using free tools: ZINC 8, AutoDockTools 1.5.2 and Docker 1.0”. Архивирано из оригинала 22. 09. 2008. г. Приступљено 23. 7. 2008.